# Ellenton (Georgia)
Ellenton es un pueblo ubicado en el condado de Colquitt en el estado estadounidense de Georgia. En el censo de 2000, su población era de 336.

## Demografía
En el 2000 la renta per cápita promedia del hogar era de $32,857, y el ingreso promedio para una familia era de $37,250. El ingreso per cápita para la localidad era de $11,924. Los hombres tenían un ingreso per cápita de $28,125 contra $20,208 para las mujeres.

## Geografía
Ellenton se encuentra ubicado en las coordenadas 31°10′36″N 83°35′17″O / 31.17667, -83.58806 (31.176563, -83.588016).
Según la Oficina del Censo, la localidad tiene un área total de 2,1 km² (0,8 mi²), de la cual 2,1 km² (0,8 mi²) es tierra y 0 km² (0 mi²) (0.00%) es agua.